# Couvent Notre-Dame des Junies
Le couvent Notre-Dame a été un couvent catholique de l'ordre des dominicains situé aux Junies, en France.

## Localisation
Le couvent Notre-Dame est situé dans le département français du Lot, aux Junies.

## Historique
Ver 1214, Guillaume de Cadaillac, évêque de Cahors (1208-1235), donne la terre de Canourgues à Bertrand de Jean, marchand cadurcien enrichi dans le négoce et la banque, cahorsin. Cette donation est intervenue au moment de la croisade des Albigeois. Il est possible qu'elle soit liée à leur participation financière au profit de l'évêque qui a combattu au côté de Simon de Montfort et obtenu que le comté de Cahors soit rattaché aux évêques de Cahors. Les de Jean vont donner leur nom à la terre qu'ils ont acquise, les Joanies, qui va progressivement devenir les Junies.
En 1316, Gaucelme de Jean, neveu du pape Jean XXII accède à la pourpre cardinalice. Il est évêque d'Albano. En 1343, il décida de fonder sur les terres de sa famille, avec Gisbert et Philippe de Jean, un prieuré de femmes rattaché aux dominicaines du monastère de Prouille. Philippe Ier de Jean, fidèle au roi de France Philippe VI, seigneur des Junies, a reçu le domaine royal de Cazals. Gisbert de Jean a été évêque de Carcassonne de 1347 à 1354
Le prieuré est construit jusqu'en 1355, près du ruisseau de la Masse. L'achèvement des travaux est attribué à Gisbert de Jean. 
Une bulle de 1355 du pape Innocent VI autorisa la fondation aux Junies d'une communauté de dominicaines, qui y furent effectivement installées avant 1363. Les religieuses y sont restées jusqu'à la Révolution. 
L'église a été construite entre 1330 et 1350, un peu avant le couvent. En 1348 elle n'est pas encore consacrée car le cardinal précise dans son testament quelles doivent être les dédicaces des autels.
L'enquête de 1668 montre que le couvent a souffert des guerres de Religion. Les bâtiments sont en mauvais état et on travaille alors à la clôture. Cette enquête donne une liste des bénéfices du monastère : prieuré Saint-Martin de Carnougues et prieuré Saint-Pierre de Bordes, dans la commune des Junies, la moitié du prieuré Saint-Sever dans la commune de Fontanes, une dîme dans les communes de Mauroux et de Touzac, un cinquième de la dîme de Lavalade dans l'évêché de Sarlat. Le monastère possède aussi des revenus provenant de plusieurs rentes. Le total des revenus s'élevaient alors à 2 002 livres et les dépenses courantes à 2 650 livres, à quoi s'ajoutait des dettes.
L'édifice est classé au titre des monuments historiques le 10 janvier 1995.